# Силазне артериоле
Силазне артериоле или еферентне артериоле јесу крвни судови у сатаву уринарног система организама сисара. Оне одводе крв из гломерула.
Еферентне артериоле које настају конвергенцијом гломеруларних капилара  одводе већ филтрирану крв из гломерула. Оне играју важну улогу у одржавању брзине гломеруларне филтрације, упркос флуктуацијама крвног притиска.
У бубрегу сисара оне прате два значајно различита тока, у зависности од локације гломерула из којих потичу. У бубрезима сисара, око 15% гломерула лежи близу границе између бубрежне коре (кортекса) и бубрежне сржи (медуле) и познати су као јукстамедуларни гломерули. Остатали гломерули су једноставни недиференцирани гломерули бубрежне коре.

## Силазне артерије у недиференцираним гломерулима коре бубрега
Силазне артериоле недиференцираних кортикалних гломерула су најсложеније. Непосредно по изласку из гломерула, гранају се у капиларе и постају део богатог сплета крвних судова који окружују делове корена бубрежних тубула.

## Силазне артерије у јукстамедуларним гломерулима
Еферентне артериоле јукстамедуларних гломерула се значајно разликују. Оне се разлажу али формирају снопове крвних судова (артериоле ректи) које прелазе спољашњу зону бубрежне сржи да би испунили унутрашњу зону. Крвни судови који се враћају из унутрашње бубрежне сржи (венуле ректии) протежу се на веома правилан начин међу силазним артериолама ректи, формирајући добро организовану рете мирабиле.
Ово је одговорно за осмотску изолацију унутрашње сржи од остатка бубрега и омогућава излучивање хипертоничне мокраће, када околности то захтевају. Пошто рете такође изолује унутрашњи део коре од размене гасова, сваки метаболизам у овој области је анаеробан, а црвена крвна зрнца, која ту не би имала никакву сврху, обично се из ових артериола, непознатим механизмом, избацују у капиларе плексуса који окружује тубуле спољашње зоне бубрежне сржи.
Крв у овом сплету враћајући се из унутрашње сржи  проналазе пут до бубрежне вене и опште циркулације путевима сличним крвним судовима онима који омогућавају дренажу остатка коре бубрега.

## Регулација брзине гломеруларне филтрације
Када се ниво ангиотензина 2 повећа због активације система ренин-ангиотензин-алдостерон, већина артерија у телу доживљава вазоконстрикцију како би се одржао одговарајући крвни притисак. Међутим, ово смањује доток крви у бубреге. Да би се компензовале, еферентне артериоле се сужавају у већем степену од других артерија као одговор на повећане нивое ангиотензина 2. Због тога се притисак у гломеруларним капиларама одржава, а брзина гломеруларне филтрације остаје одговарајућа. Међутим, у фазама где је ангиотензин 2 веома висок током дужег временског периода, он ће повећати онкотски притисак колоида, супротстављајући се повећаном хидростатском притиску услед еферентне констрикције. Ово ће смањити брзину гломеруларне филтрације, у зависности од нивоа онкотског проширења капилара, што резулује смањеном фракцијом филтрације.

## Галерија
- Приказ функције бубрежног телашца.
- Бубрежно телашце
- Бубрежно телашце